# Homilia
Homilia är en predikan över en biblisk text med kommentarer och tillämpningar och som noga ansluter till den text den handlar om. En homilia är direkt textutläggande till skillnad från den tematiska predikan, som är en vidareutveckling av den fornkristna homilian. 
En homiliebok eller homiliarium är en samling predikningar ur kyrkofädernas skrifter, avsedda att läsas upp som utläggning av texten. Medeltida sådana finns i stort antal.